# Mörtsjön (Östra Vingåkers socken, Södermanland)
Mörtsjön är en sjö i Katrineholms kommun i Södermanland och ingår i Nyköpingsåns huvudavrinningsområde. Sjön har en area på 0,303 kvadratkilometer och ligger 43,1 meter över havet.

## Delavrinningsområde
Mörtsjön ingår i det delavrinningsområde (653535-152064) som SMHI kallar för Mynnar i Nyköpingsåns vattendragsyta. Medelhöjden är 44 meter över havet och ytan är 38,84 kvadratkilometer. Det finns inga avrinningsområden uppströms utan avrinningsområdet är högsta punkten. Vattendraget som avvattnar avrinningsområdet har biflödesordning 2, vilket innebär att vattnet flödar genom totalt 2 vattendrag innan det når havet efter 68 kilometer. Avrinningsområdet består mestadels av skog (50 procent), öppen mark (14 procent) och jordbruk (27 procent). Avrinningsområdet har 0,91 kvadratkilometer vattenytor vilket ger det en sjöprocent på 2,4 procent. Bebyggelsen i området täcker en yta av 0,53 kvadratkilometer eller 1 procent av avrinningsområdet.